# Mai vàng
Mai vàng (còn gọi là hoàng mai, huỳnh mai hay lão mai, danh pháp khoa học: Ochna integerrima) là loài thực vật có hoa thuộc chi Mai (Ochna), họ Mai (Ochnaceae). Cây này được trồng làm cảnh phổ biến ở miền Nam Việt Nam vào dịp Tết Nguyên Đán.

## Đặc điểm

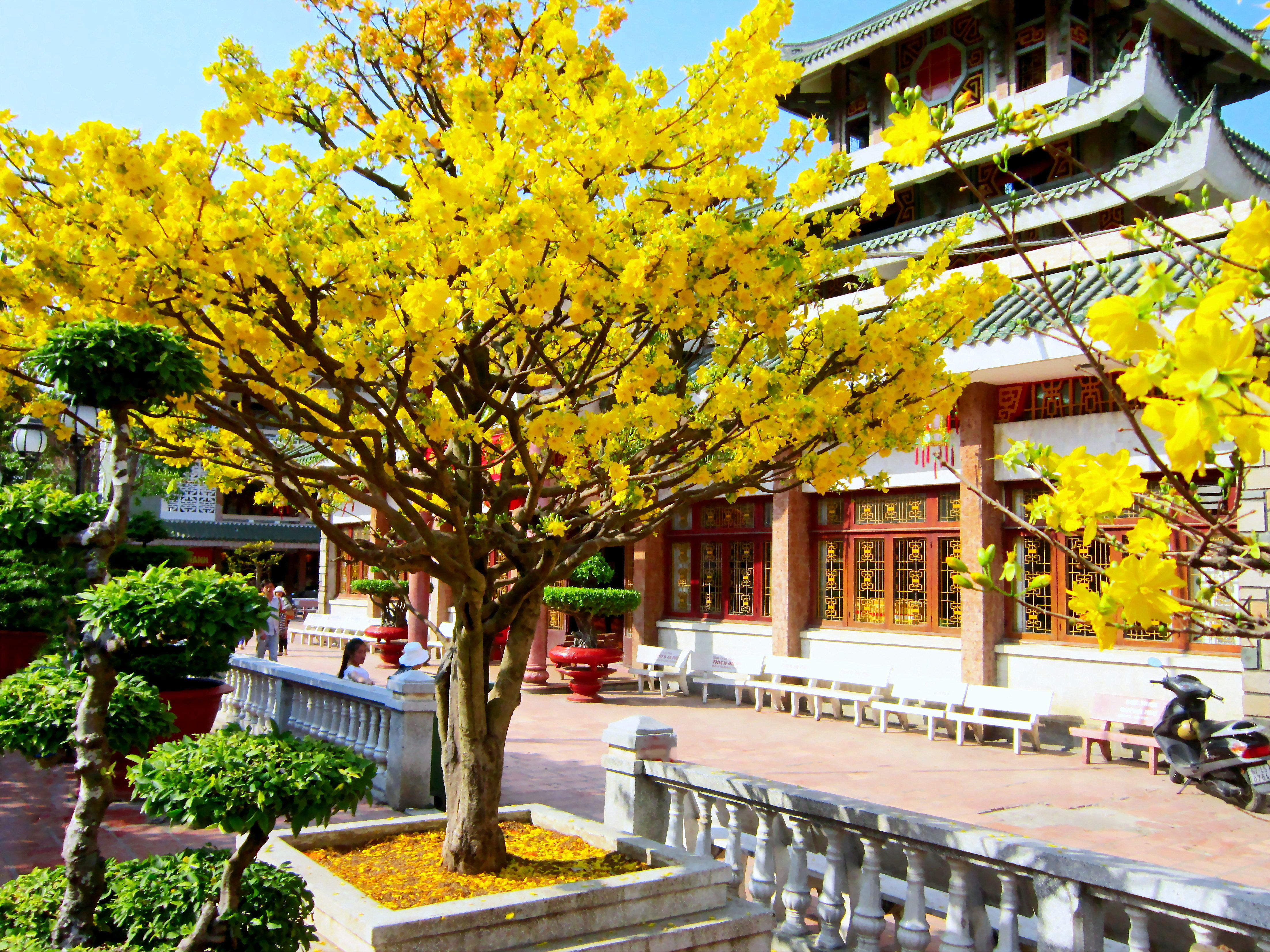
Một cây mai vàng trong khuôn viên miếu Bà Chúa Xứ Núi Sam.

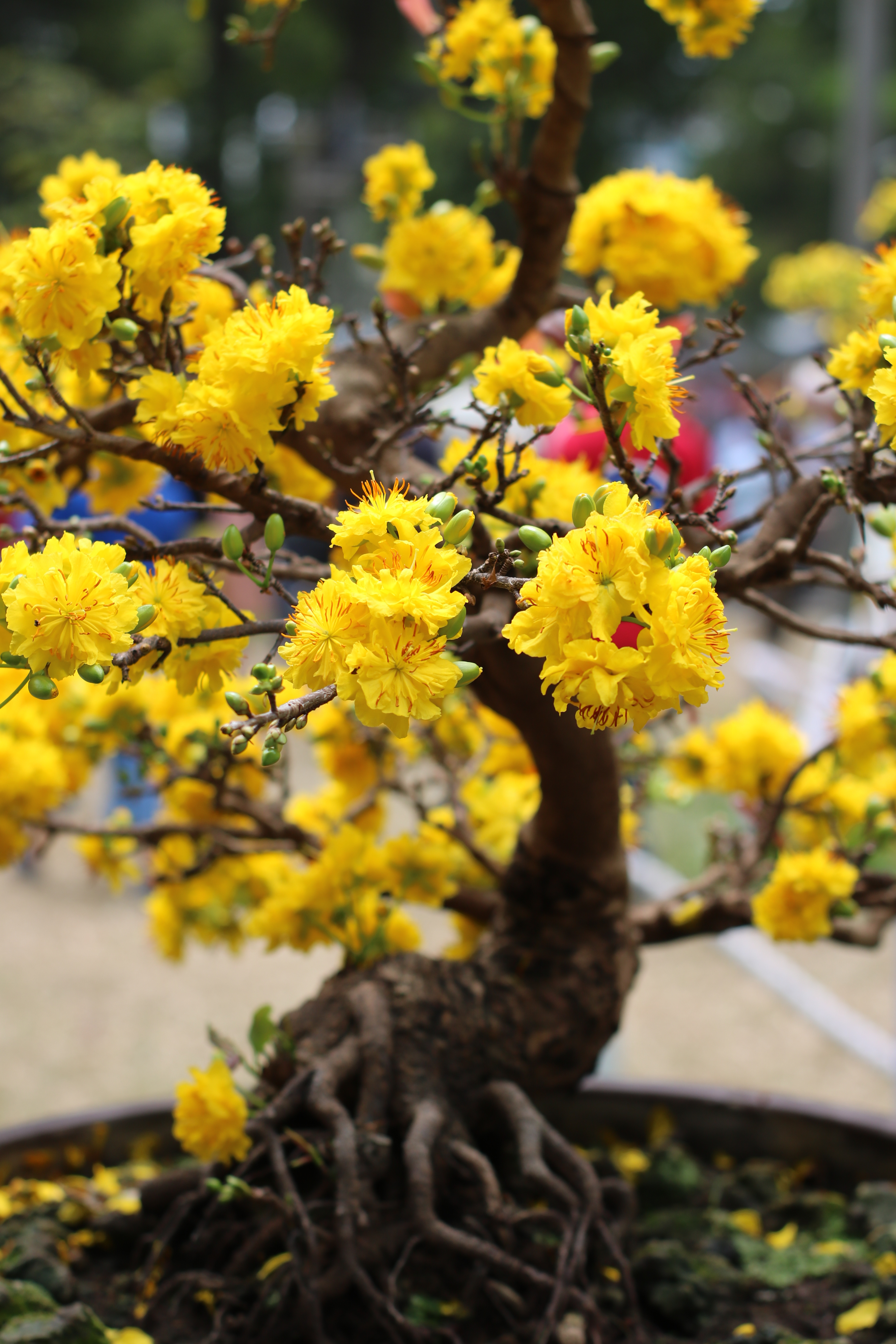
Một cây mai vàng

## Hình ảnh

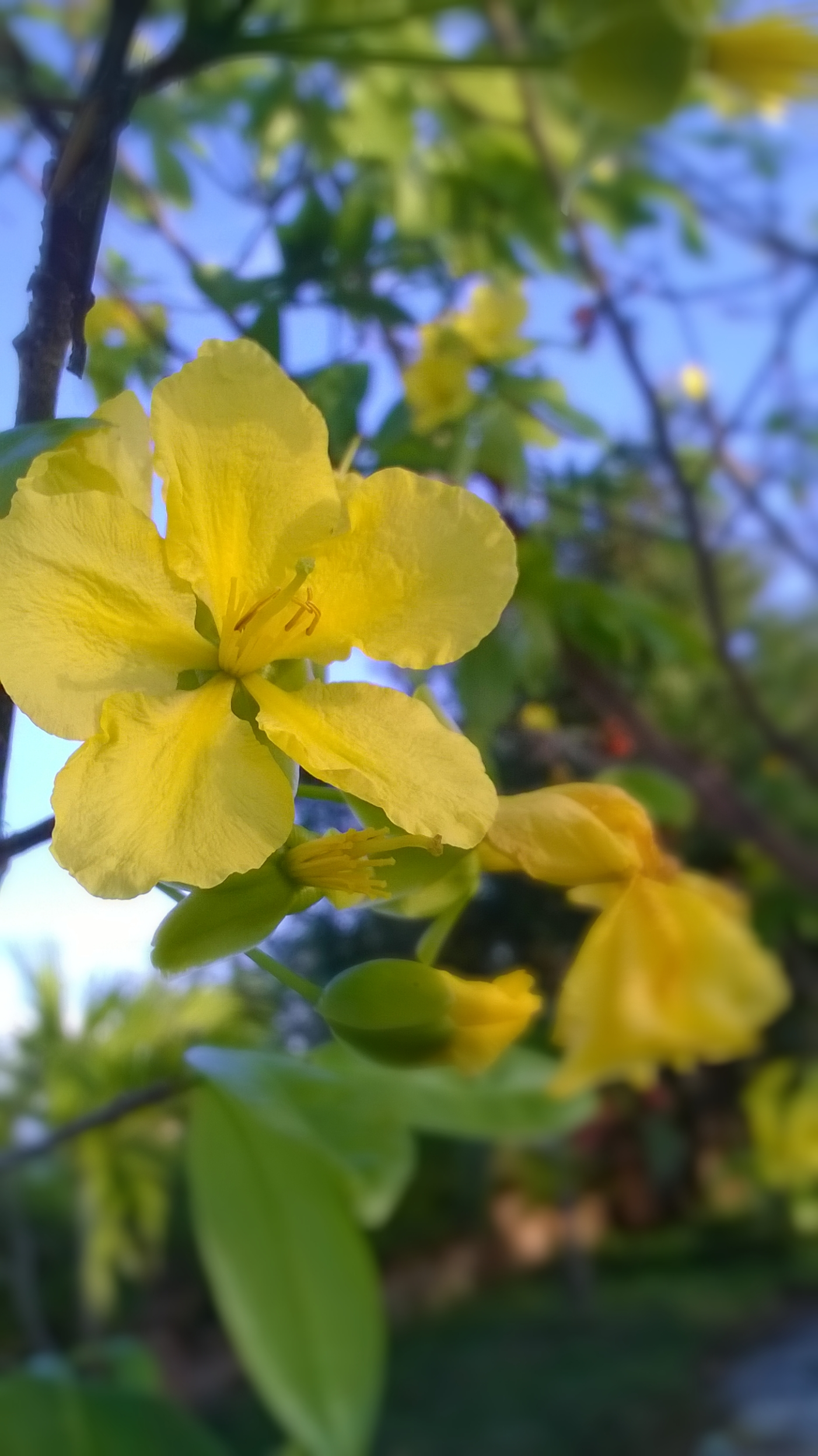
Hoa mai vàng
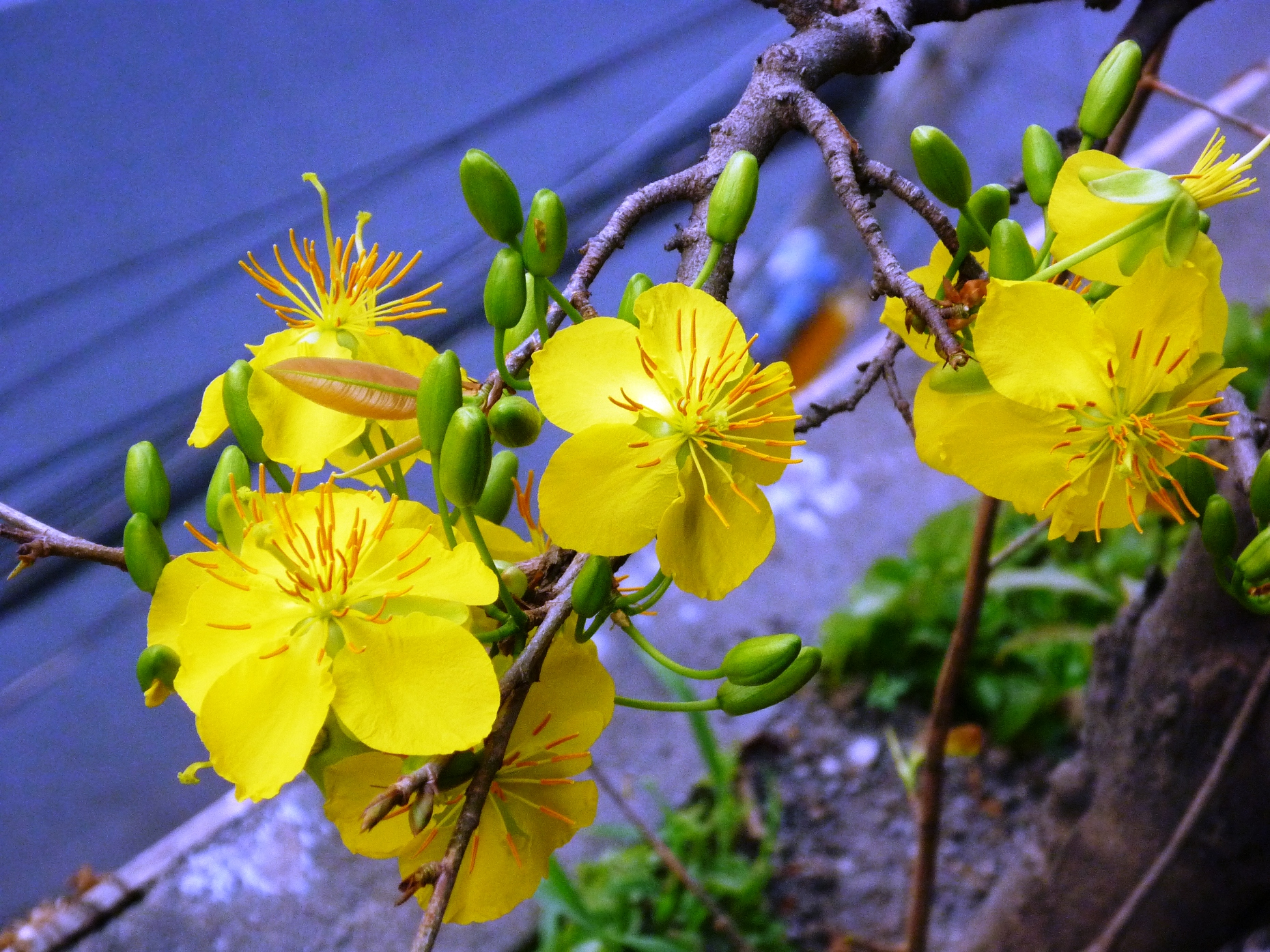
Một nhành mai vàng 5 cánh.
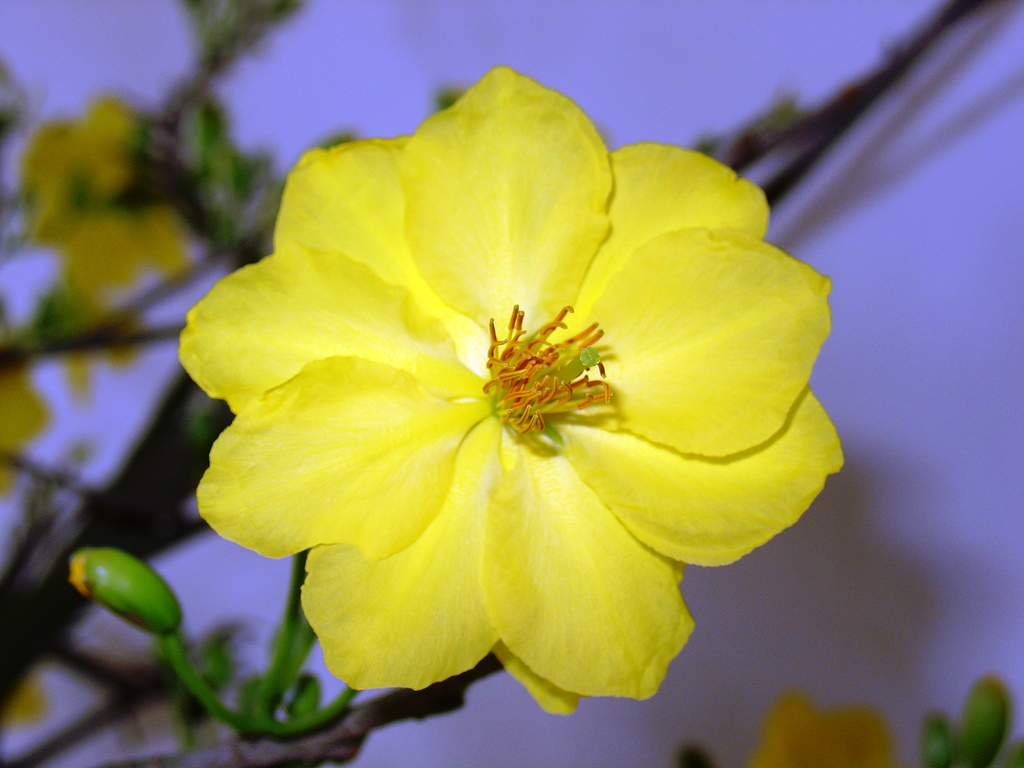
Mai 10 cánh
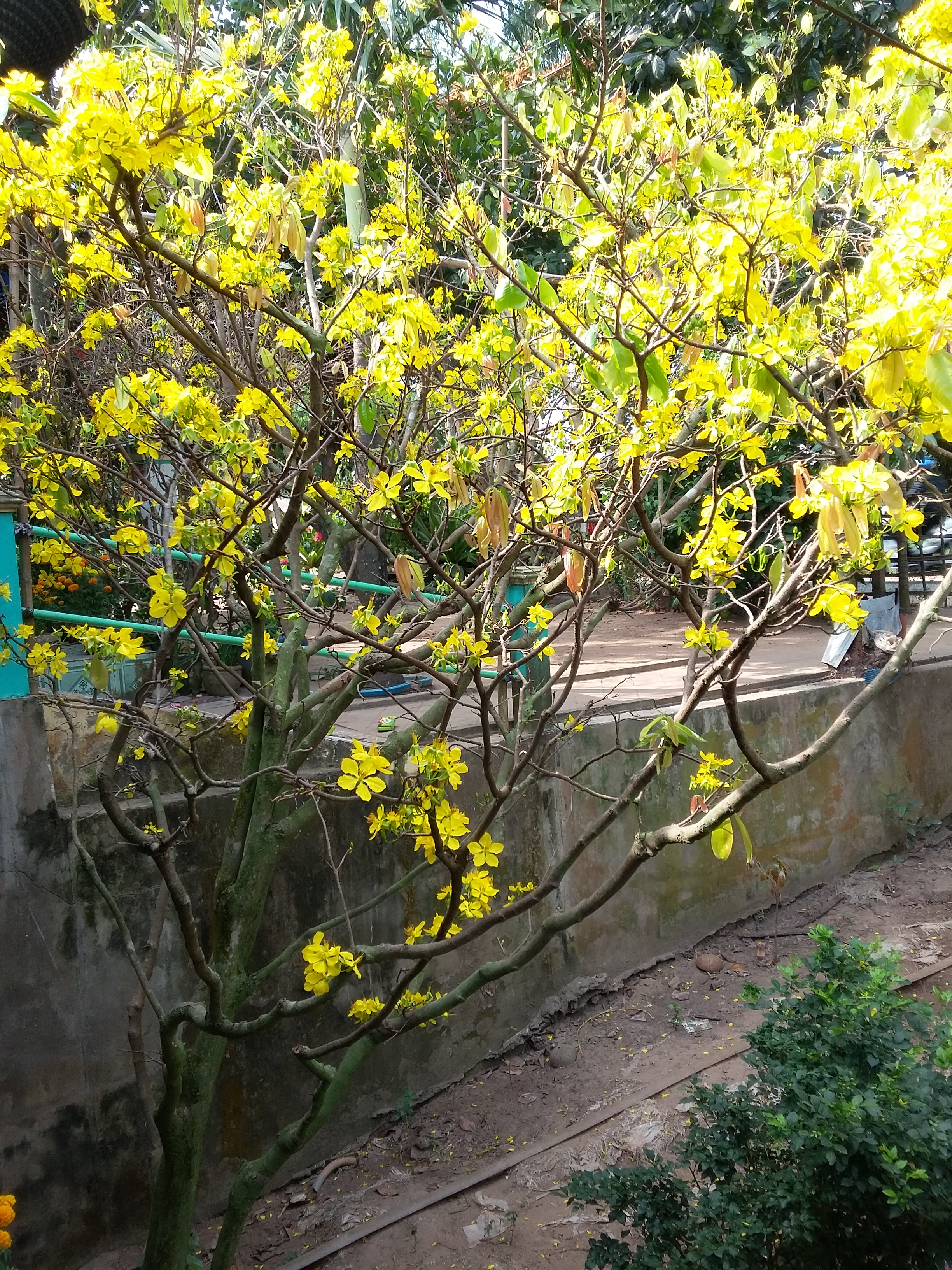
Cây Mai
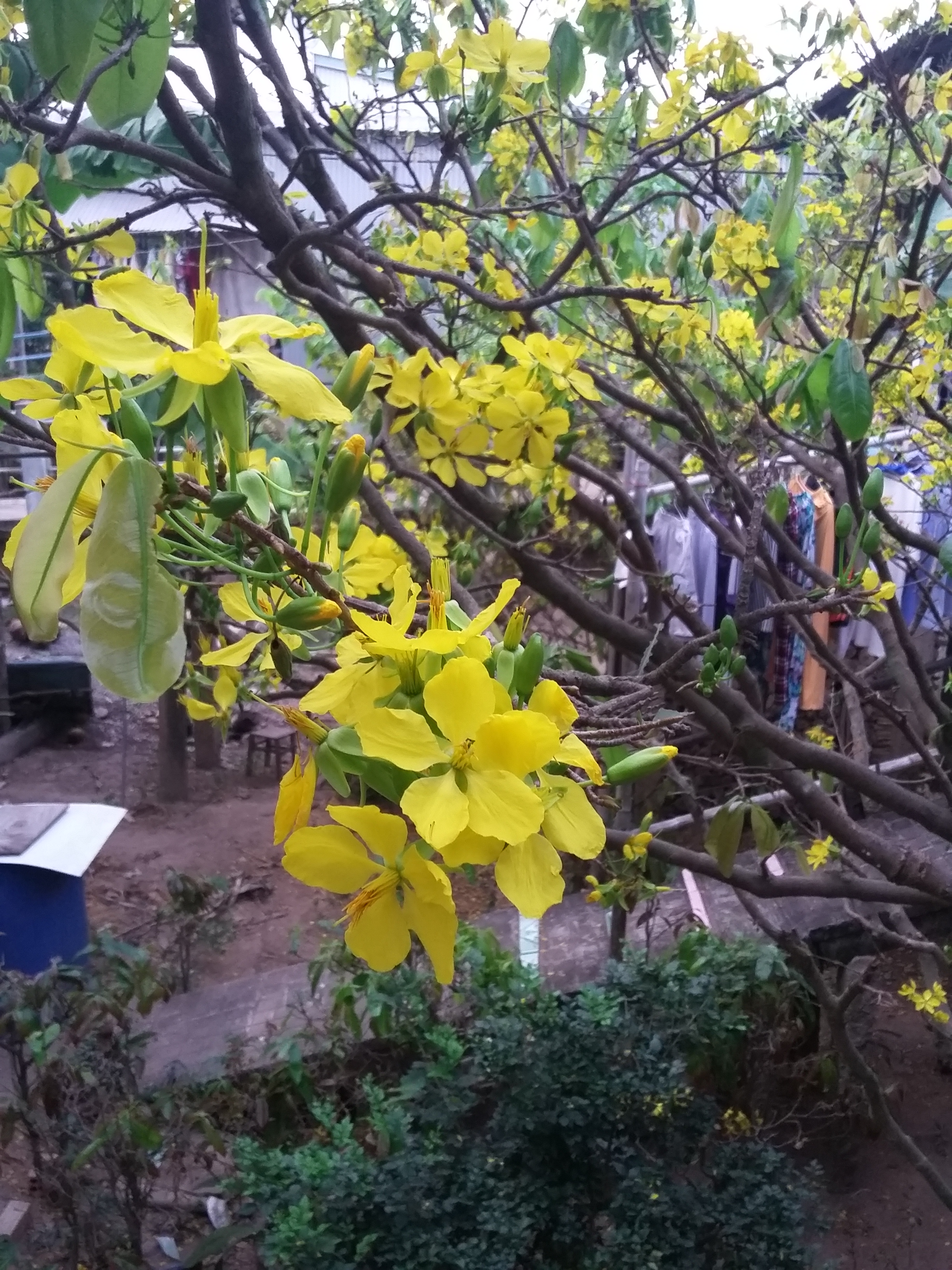
Hoa Mai
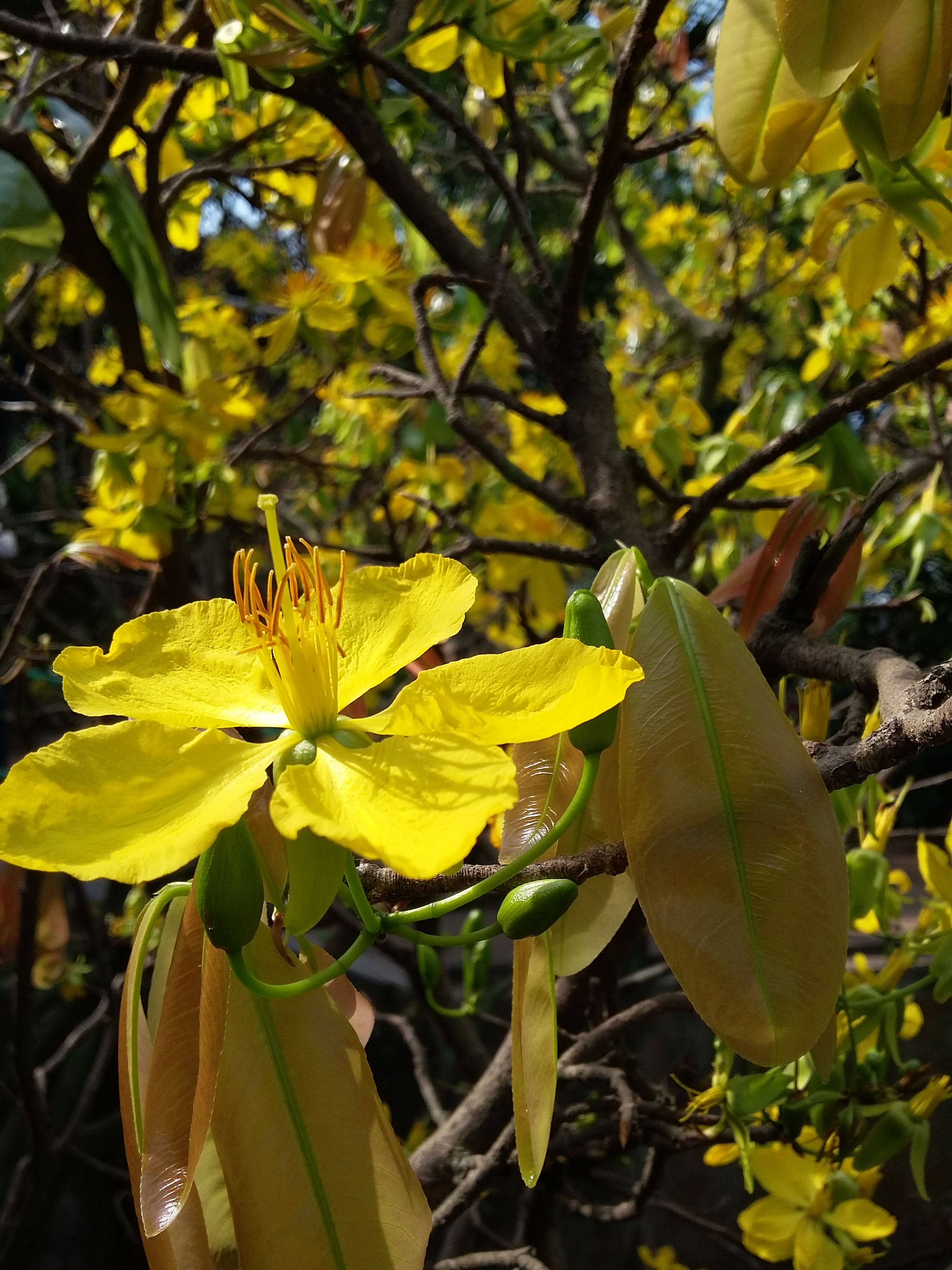
Hoa mai vàng
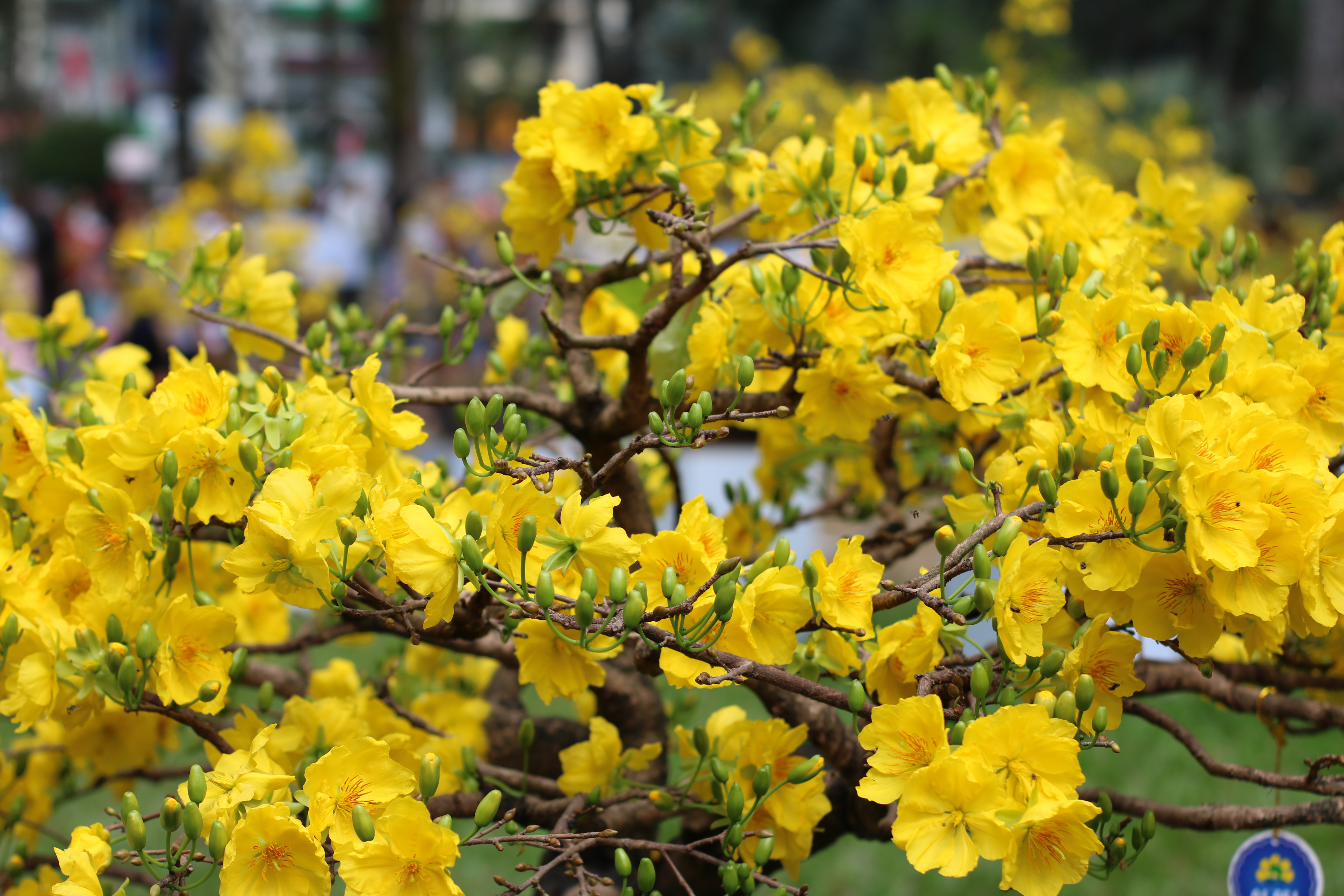
Hoa mai vàng ngày Tết
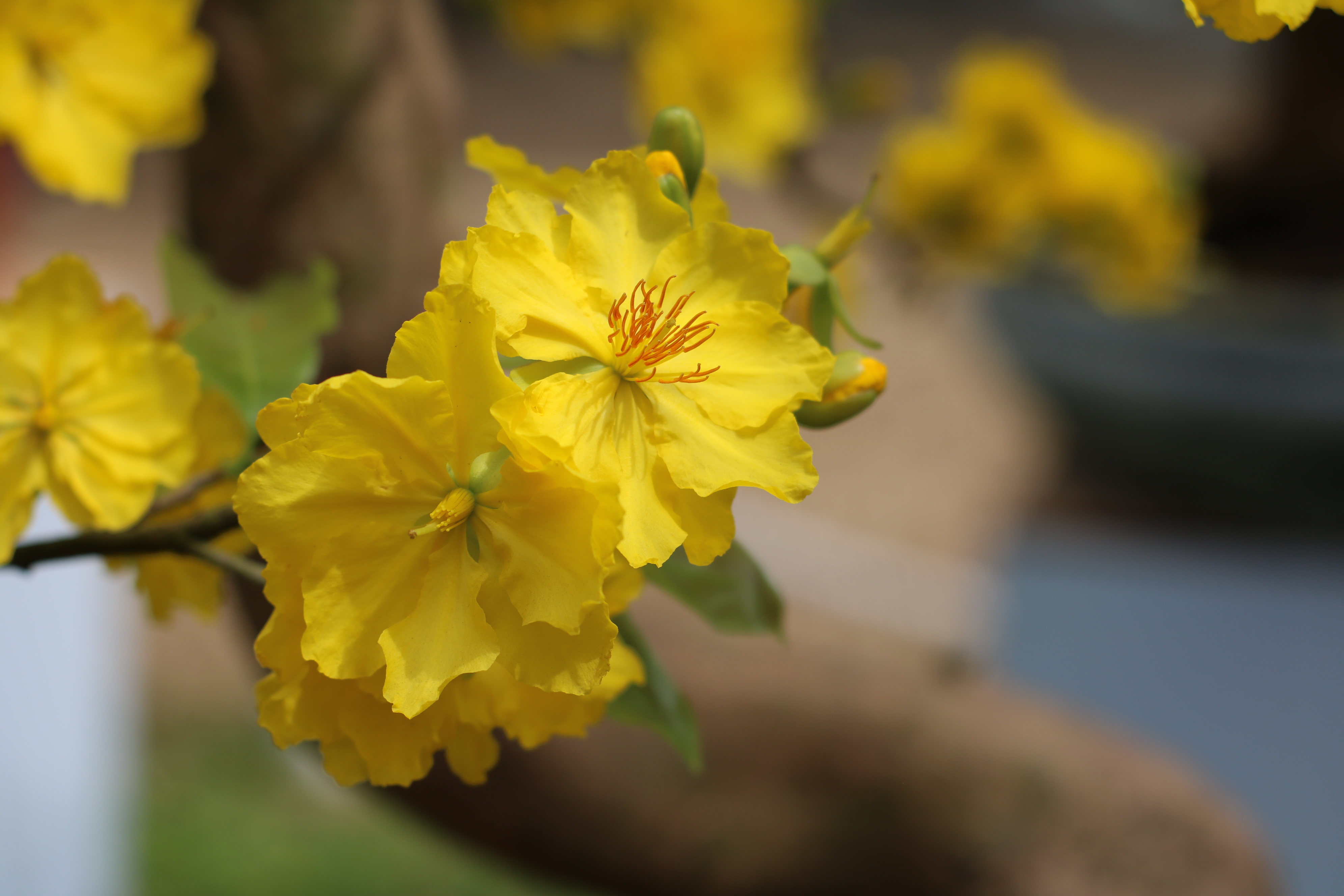
Hoa mai vàng ngày Tết
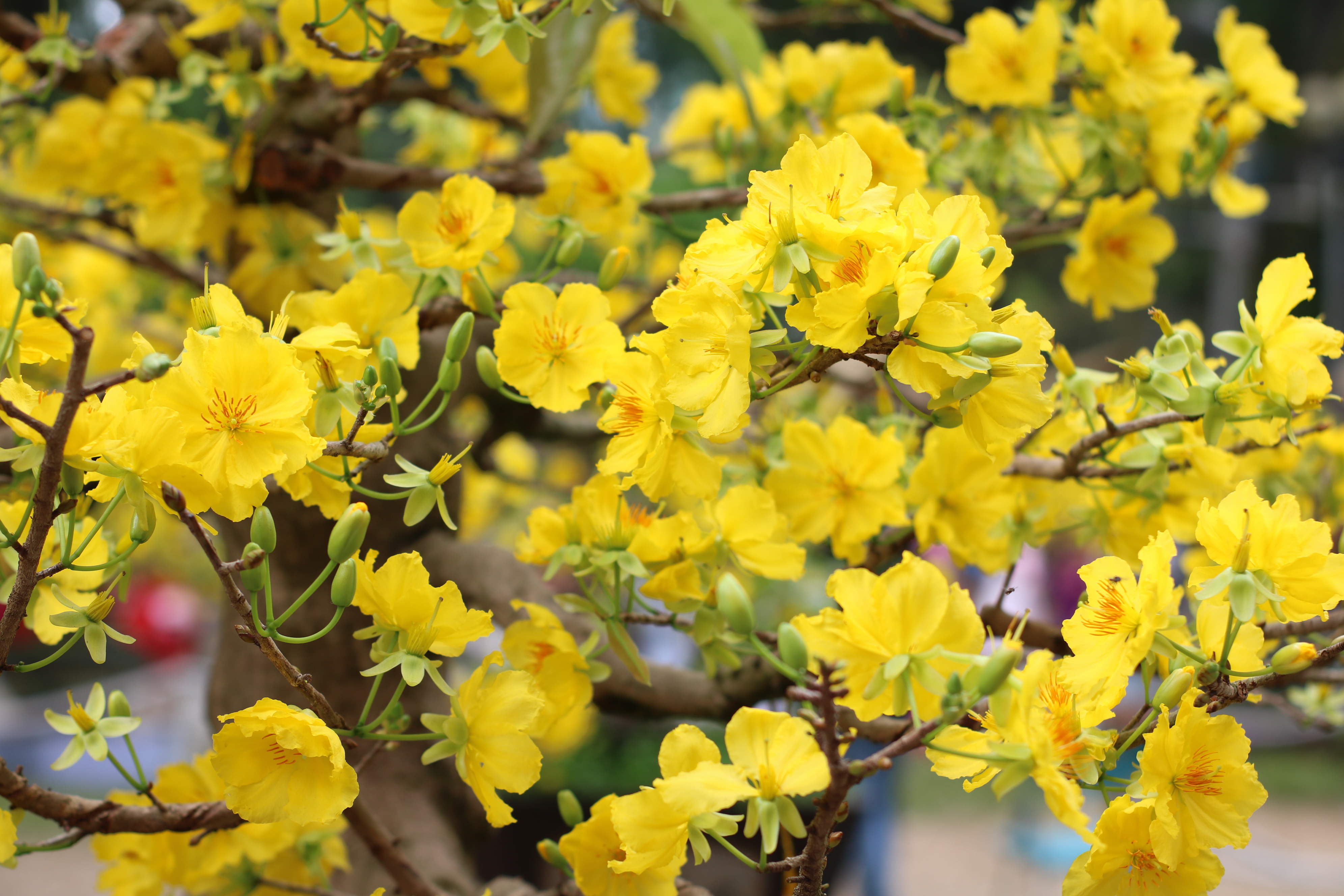
Hoa mai vàng ngày Tết
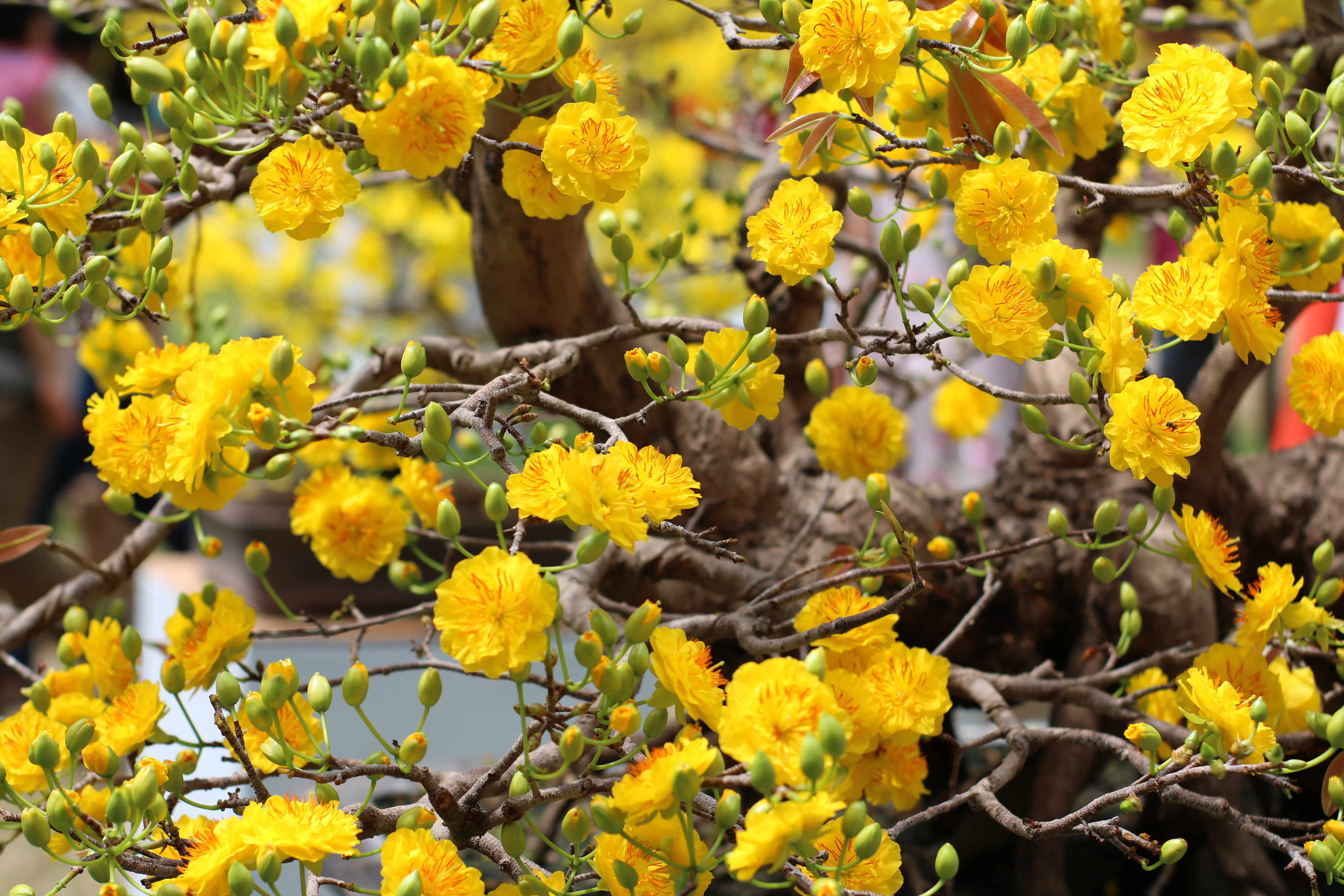
Hoa mai vàng ngày Tết
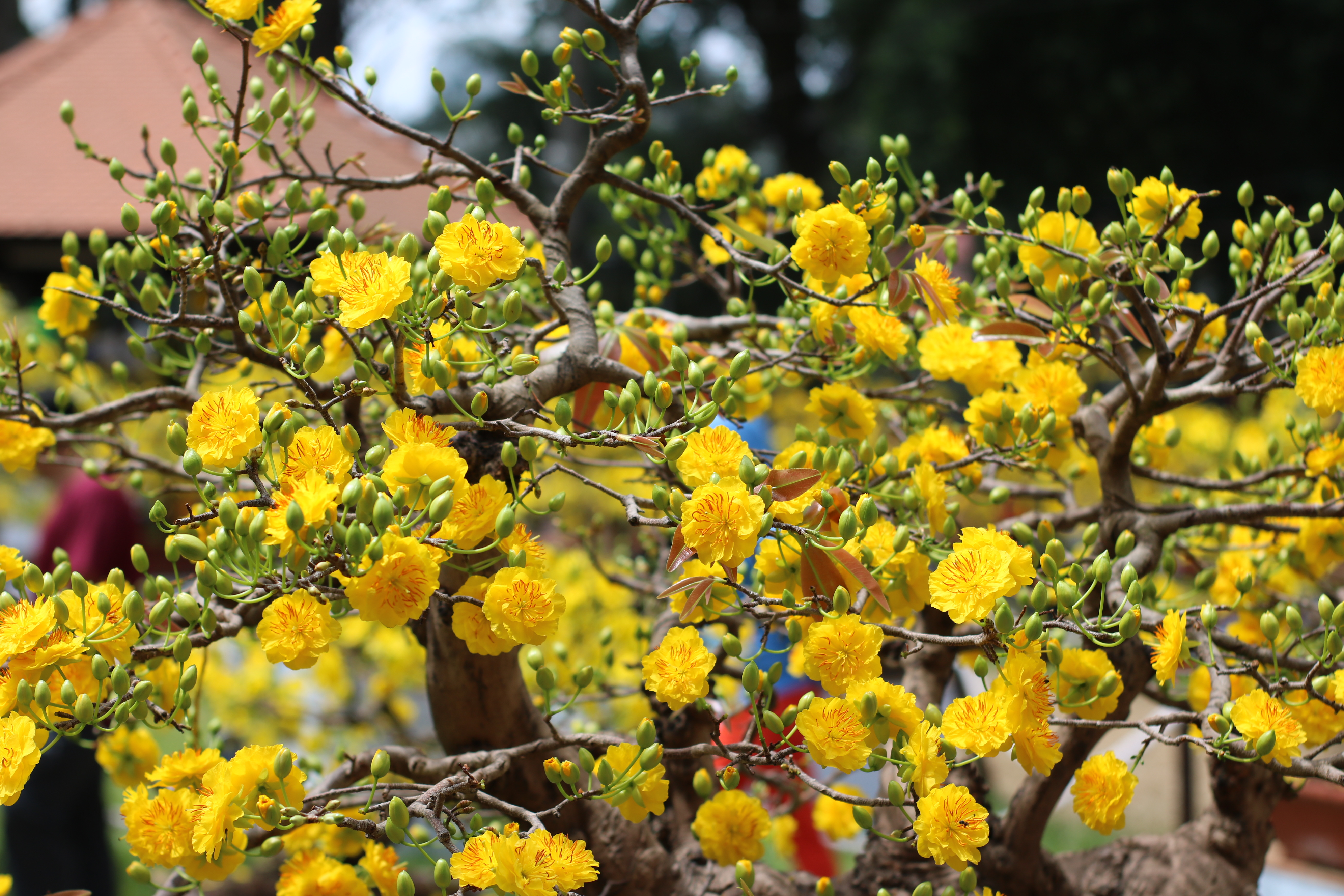
Hoa mai vàng ngày Tết
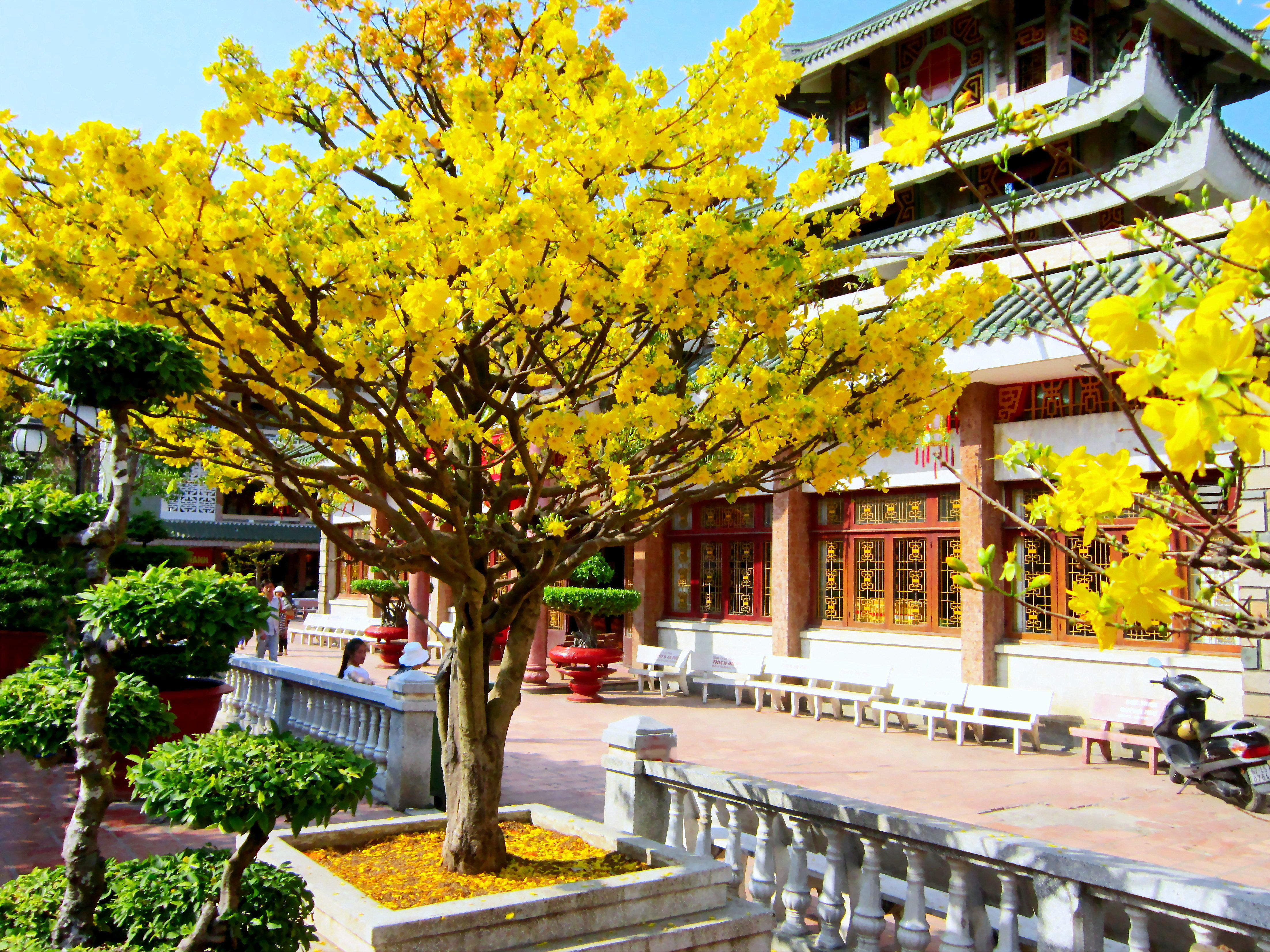
Mai vàng trên 10 năm tuổi
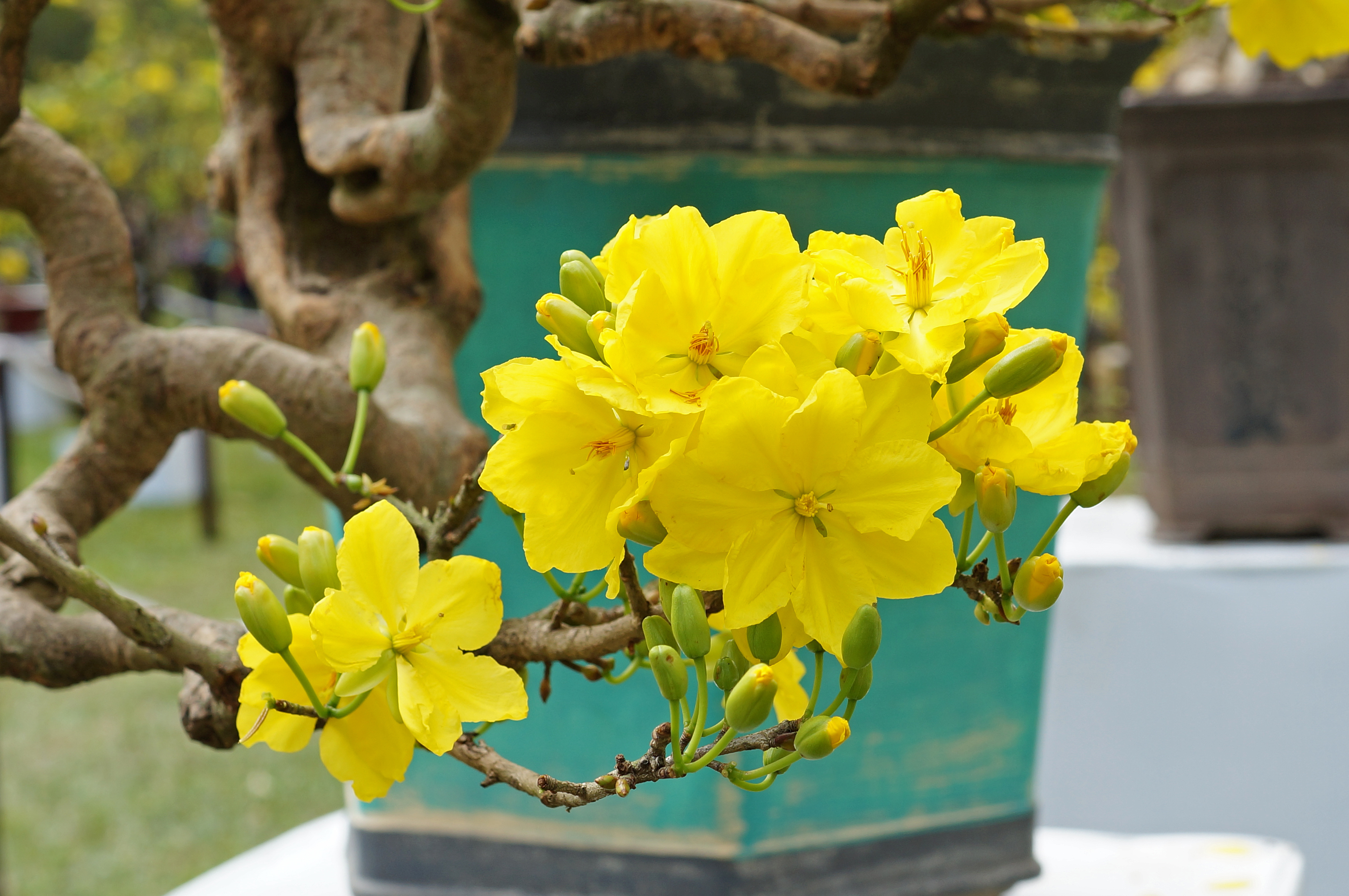
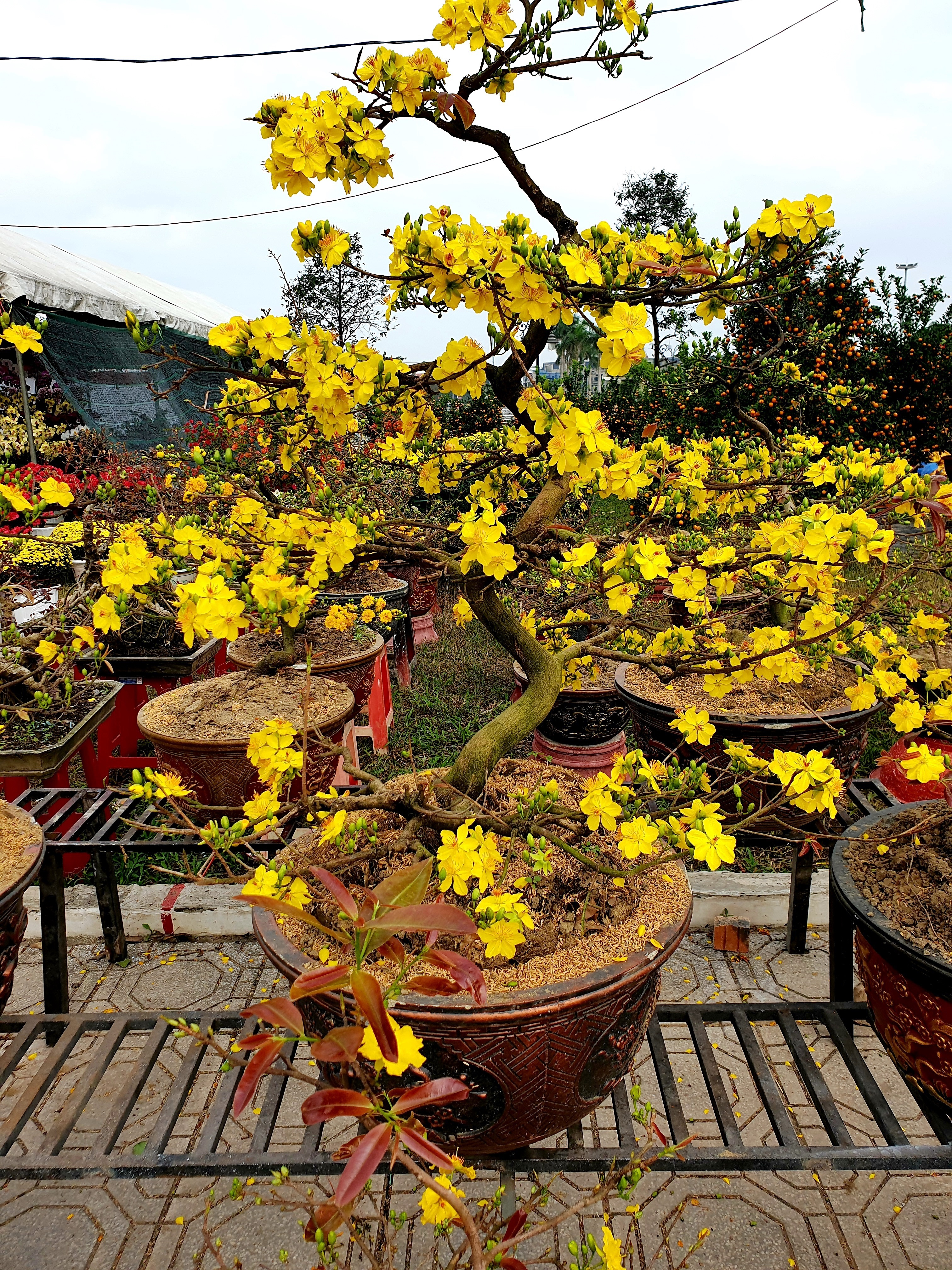
Mai vàng tạo dáng
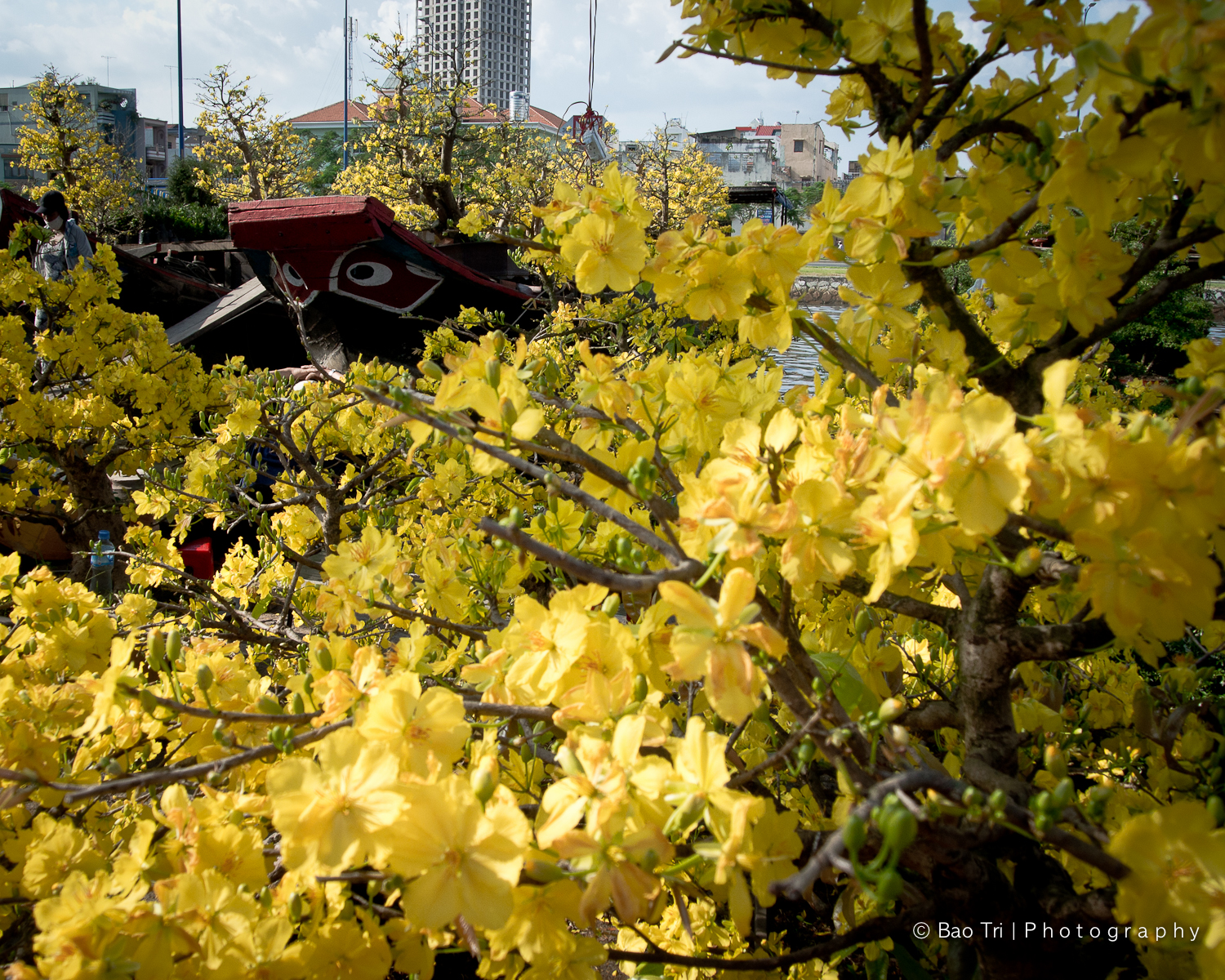
1 nhánh của cây mai vàng trên 10 năm tuổi
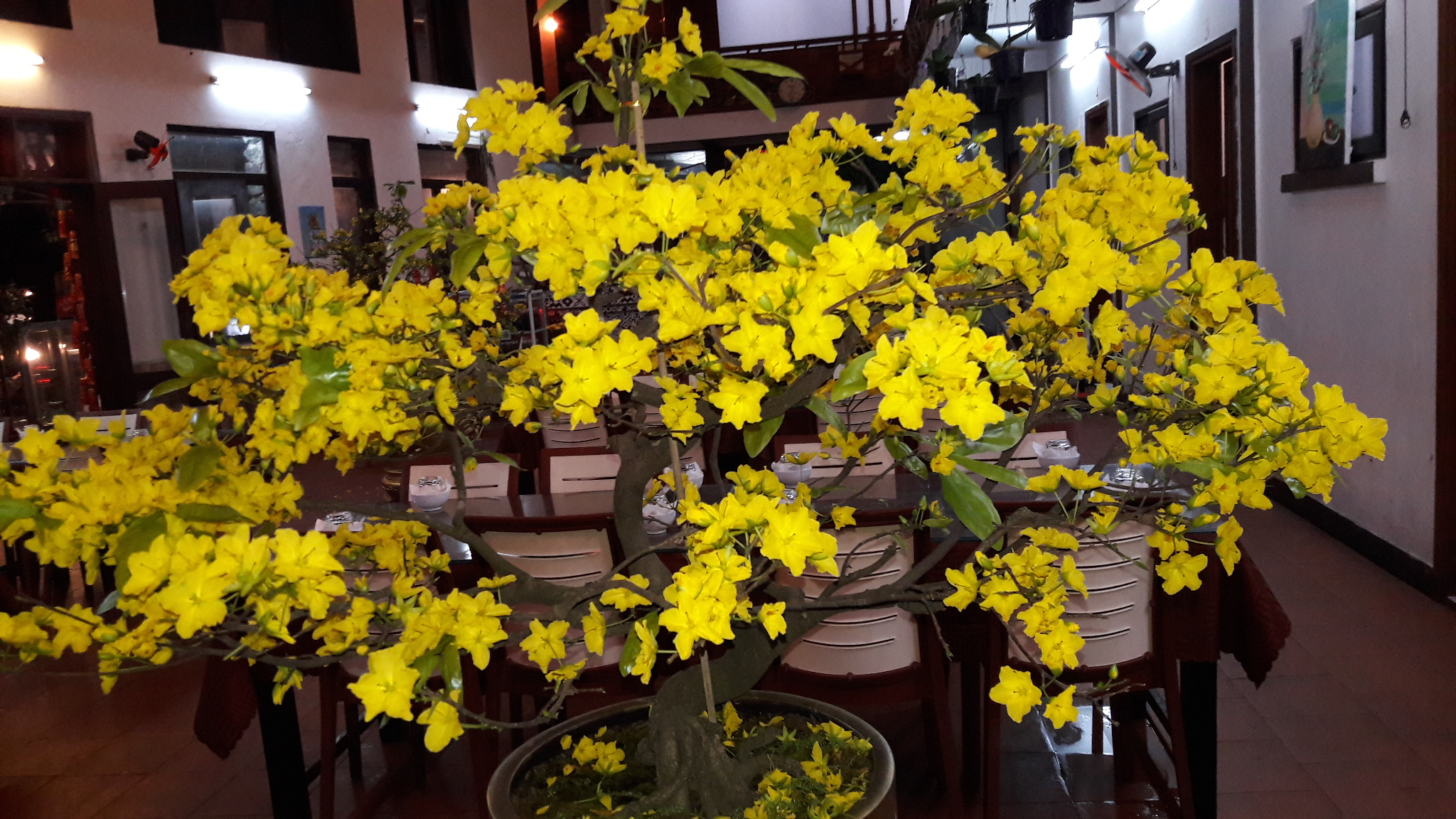
Mai vàng chưng trong nhà ngày Tết